# 알로이시오전자기계고등학교
알로이시오전자기계고등학교(알로이시오電子機械高等學校)는 부산광역시 서구 암남동에 있는 사립 고등학교이다.
폐교 이후에는 복합 창의교육시설인 알로이시오기지1968 리모델링을 부활하고 있으나, 2020년 12월말 준공할 예정이다.

## 학교 연혁
- 1973년 2월 6일: 소년의 집 학원 설립
- 1975년 11월 26일: 소년의 집 기계공업학교 설립 인가(기계과 9학급)
- 1976년 3월 2일: 소년의 집 기계공업학교 개교(초대 교장 알로이시오 슈왈츠 신부 취임)
- 1979년 1월 6일: 제1회 졸업식(24명)
- 1998년 10월 2일: 전자기계 특성화고등학교 지정
- 1999년 3월 2일: 알로이시오전자기계고등학교로 교명 변경, 학과 개편
- 2005년 2월 28일: 종합실습동 준공
- 2013년 3월 1일: 제4대 장진태 교장 취임
- 2015년 2월 12일: 제37회 졸업식 졸업생 64명(남 33명, 여 31명), 총 졸업생 4,792명
- 2015년 3월 2일: 제40회 입학식 신입생 75명(남 41명, 여 34명)
- 2018년 2월 28일: 42년만에 폐교[1]

## 설치 학과
- 전자기계과

## 참고 자료
- 알로이시오전자기계고등학교 - 한국교육학술정보원 학교알리미

## 같이 보기
- 알로이시오 슈월츠